# Médiateur fédéral (Belgique)
Le Médiateur fédéral,  créé par la loi du 22 mars 1995, est une institution belge indépendante et impartiale qui examine les plaintes relatives aux actes ou au fonctionnement des administrations fédérales. L'institution est composée de deux médiateurs (un médiateur francophone et un médiateur néerlandophone) nommés pour un mandat de six ans par la Chambre des représentants. Les médiateurs fédéraux agissent en collège. 
Le Médiateur fédéral ne fait pas partie de l'administration. Dans les limites de leurs attributions, les médiateurs ne reçoivent d'instructions d'aucune autorité et nomment eux-mêmes le personnel qui les assiste dans l'exercice de leur fonction.

## Missions
Les missions du Médiateur fédéral :
1. il examine les plaintes relatives au fonctionnement des administrations fédérales ;
2. il mène, à la demande de la Chambre des représentants, des investigations sur le fonctionnement des administrations fédérales ;
3. il formule des recommandations et fait rapport au Parlement ;
4. il examine les signalements d'atteintes suspectées à l'intégrité au sein des administrations fédérales, conformément à la loi du 15 septembre 2013 relative à la dénonciation d'une atteinte suspectée à l'intégrité au sein d'une autorité administrative fédérale par un membre de son personnel.

## Les médiateurs fédéraux
- Médiateur francophone : Jérôme Aass
- Médiateur néerlandophone : David Baele